# افسونگری (فیلم ۱۹۶۴)
«افسونگری» (انگلیسی: Witchcraft (1964 film)) فیلمی در ژانر ترسناک است. از بازیگران آن می‌توان به لان چینی جونیور اشاره کرد.